# Welt hinter Glas
Welt hinter Glas ist ein Lied des deutschen Pop- und Jazz-Sängers Max Mutzke. Das Stück ist die erste Singleauskopplung aus seinem sechsten Studioalbum Max.

## Entstehung und Artwork
Geschrieben wurde das Lied gemeinsam von Johannes Arzberger, Justin Balk, Otto Block, Mark Cwiertnia (Mark Forster), Heiko Fischer, Simon Gattringer, Andreas Herbig, Max Mutzke und Achim Seifert. Produziert wurde die Single durch Arzberger und Herbig in den Hamburger Boogie Park Studios. Die Single wurde unter dem Musiklabel Columbia Records veröffentlicht und durch BMG Rights Management und Sony Music Publishing vertrieben.
Auf dem Frontcover der Maxi-Single sind lediglich der Künstlername und der Liedtitel, in Großbuchstaben vor einem schwarzen Hintergrund, zu sehen. Die Buchstaben sind in weißer Farbe gehalten mit Ausnahme von Mutzkes Nachnamen, der in roter Farbe geschrieben ist.

## Veröffentlichung und Promotion
Die Erstveröffentlichung von Welt hinter Glas erfolgte als Einzeldownload am 8. Mai 2015. Rund zweieinhalb Monate später folgte die Veröffentlichung einer digitalen Maxi-Single am 24. Juli 2015. Diese beinhaltet die Radio- und Singleversion zu Welt hinter Glas sowie das Lied Let’s Get Crazy als B-Seite.
Um das Lied zu bewerben, folgte unter anderem ein Liveauftritt bei TV total. Bei diesem versteckte sich Mutzke hinter Stefan Raab und sang das Lied, während Raab im Vollplayback die Lippen dazu bewegte. Es folgten weitere Liveauftritte beim Kölner Treff im WDR und bei Kims Klub im MDR. Beim Rheinland-Pfalz-Tag 2015 in Ramstein-Miesenbach interpretierte Mutzke den Song mit der SWR-Bigband.

## Inhalt
| „Die Welt hinter Glas, die Route gecheckt. Der Himmel noch schwarz, so still und perfekt. Und ich bleibe wach – ich geb auf dich Acht. Die Welt hinter Glas, die Route gecheckt. Der Himmel noch schwarz, so still und perfekt. Wir mittendrin – und ich bring uns hin.“ – Refrain, Originalauszug | Der Liedtext zu Welt hinter Glas ist in deutscher Sprache verfasst. Der Text des Liedes entstammt der Zusammenarbeit von Justin Balk, Mark Cwiertnia (Mark Forster) und Max Mutzke. Gemeinsam mit Johannes Arzberger, Otto Block, Heiko Fischer, Simon Gattringer, Andreas Herbig und Achim Seifert waren sie auch als Komponisten tätig. Musikalisch bewegt sich das Lied im Bereich der Popmusik. Aufgebaut ist das Lied auf zwei Strophen, einer Bridge sowie einem Refrain. Das Lied beginnt mit der ersten Strophe auf die der Refrain folgt. Dies wiederholt sich mit der zweiten Strophe. Nach dem zweiten Refrain folgt eine Bridge und am Ende ein sich wiederholender Refrain. In einem Interview mit Radio-VHR beschrieb Mutzke selbst das Stück mit folgenden Worten: „Der Song basiert auf meinen Gedanken und Gefühlen, als ich mich vor Jahren spontan mit meiner Freundin zu einem Roadtrip ans Meer aufmachte. Es geht um die Intimität zwischen zwei Menschen, die auf engem Raum einfach zwangsläufig entsteht, wenn man sich auf den Weg macht, ein weiter entferntes Ziel zu erreichen. Ich beschreibe die Zweisamkeit und die Wahrnehmung der Außenwelt beim Blick durch die Scheiben des Autos. Die Sicht auf das, was auf dieser Fahrt an einem vorbeirauscht.“ |

## Musikvideo
Das Musikvideo zu Welt hinter Glas feierte am 5. Juni 2015 auf YouTube seine Premiere. Das Video beginnt mit einem Pärchen, die ein Video auf ihrem Laptop schauen. Die Kamera zoomt zunächst immer näher an den Laptop heran, ehe nur noch das Video zu sehen ist. Das Video zeigt das besagte Pärchen fröhlich, lachend und turtelnd während sie in ihrem BMW-Cabriolet durch eine ländliche Gegend, an einem sonnigen Tag, fahren. Am Ende des Videos ist wieder das Pärchen zusammen vor dem Laptop sitzend zu sehen. Die männliche Rolle wird vom deutschen Schauspieler Kostja Ullmann gespielt. Zwischendurch ist immer wieder Mutzke zu sehen, der das Lied vor einer Leinwand (auf der Szenen des Pärchens gezeigt werden) bzw. einem Aquarium singt. Die Gesamtlänge des Videos beträgt 3:21 Minuten. Bis heute zählt das Musikvideo über 2,4 Millionen Aufrufe bei YouTube (Stand: Mai 2021).

## Mitwirkende
| Liedproduktion - Johannes Arzberger: Komponist, Musikproduzent - Justin Balk: Komponist, Liedtexter - Otto Block: Komponist - Mark Cwiertnia (Mark Forster): Komponist, Liedtexter - Heiko Fischer: Komponist - Simon Gattringer: Komponist - Andreas Herbig: Komponist, Musikproduzent - Max Mutzke: Gesang, Komponist, Liedtexter - Achim Seifert: Liedtexter | Unternehmen - BMG Rights Management: Vertrieb - Boogie Park Studios: Tonstudio - Columbia Records: Musiklabel - Sony Music Publishing: Vertrieb |

## Rezeption

### Rezensionen
Artur Schulz vom deutschen Online-Magazin laut.de vergab für das Gesamtprodukt Max drei von fünf Sternen und kam bei seiner Rezension zum Entschluss, dass Welt hinter Glas als „charmanter Beziehungssong“ gefalle. Das Stück sei musikalisch „relaxt umgesetzt“ und mit „sommerlichen Orgeln“ bestückt, welche wie auch Erwähnungen über Anachronismen wie Musikkassetten für ein rundum stimmiges „Old Fashion-Feeling“ sorgten.

### Chartplatzierungen
Welt hinter Glas erreichte in Deutschland Rang 67 der Singlecharts und konnte sich sechs Wochen in den Charts platzieren. Die Single konnte sich über Monate in den Tagesauswertungen der deutschen iTunes-Charts platzieren und erreichte dabei mit Rang 54 seinen höchsten Rang. Für Mutzke als Interpret ist dies der zwölfte Charterfolg in Deutschland. Als Autor erreichte Mutzke zum vierten Mal die deutschen Singlecharts.
Herbig erreichte in seiner Funktion als Autor oder Musikproduzent zum 42. Mal die deutschen Singlecharts. Für Forster als Autor ist Welt hinter Glas der siebte Charterfolg in Deutschland. Fischer erreichte als Autor zum fünften Mal die deutschen Singlecharts, zum ersten und bislang einzigen Mal abseits seiner Band Stanfour. Für Balk stellt es den fünften Charterfolg in den deutschen Singlecharts dar. Arzberger erreichte als Autor nach Danke (Nico Suave feat. Xavier Naidoo) zum zweiten Mal die Charts in Deutschland, als Musikproduzent ist es sein erster und bislang einziger Charterfolg. Für Block, Gattringer und Seifert ist Welt hinter Glas jeweils der erste und bislang einzige Charterfolg als Autor.